# Alue Entok
Alue Entok is een bestuurslaag in het regentschap Aceh Utara van de provincie Atjeh, Indonesië. Alue Entok telt 243 inwoners (volkstelling 2010).